# عزبة فرج سالم
عزبة فرج سالم إحدى قرى مركز الزرقا التابع لمحافظة دمياط في مصر يبلغ عدد سكانها حوالى 8500 نسمة حسب تعداد 2011.